# 富士山 (石岡市)
富士山（ふじやま）は、茨城県石岡市の西部に位置する標高152mの山である。筑波山地の南東側に位置する。柿岡富士、八郷富士とも呼ばれる郷土富士である。
山頂には富士浅間神社があるが、景色は殆ど眺めることが出来ない。